# Fêtes et jours fériés en Italie

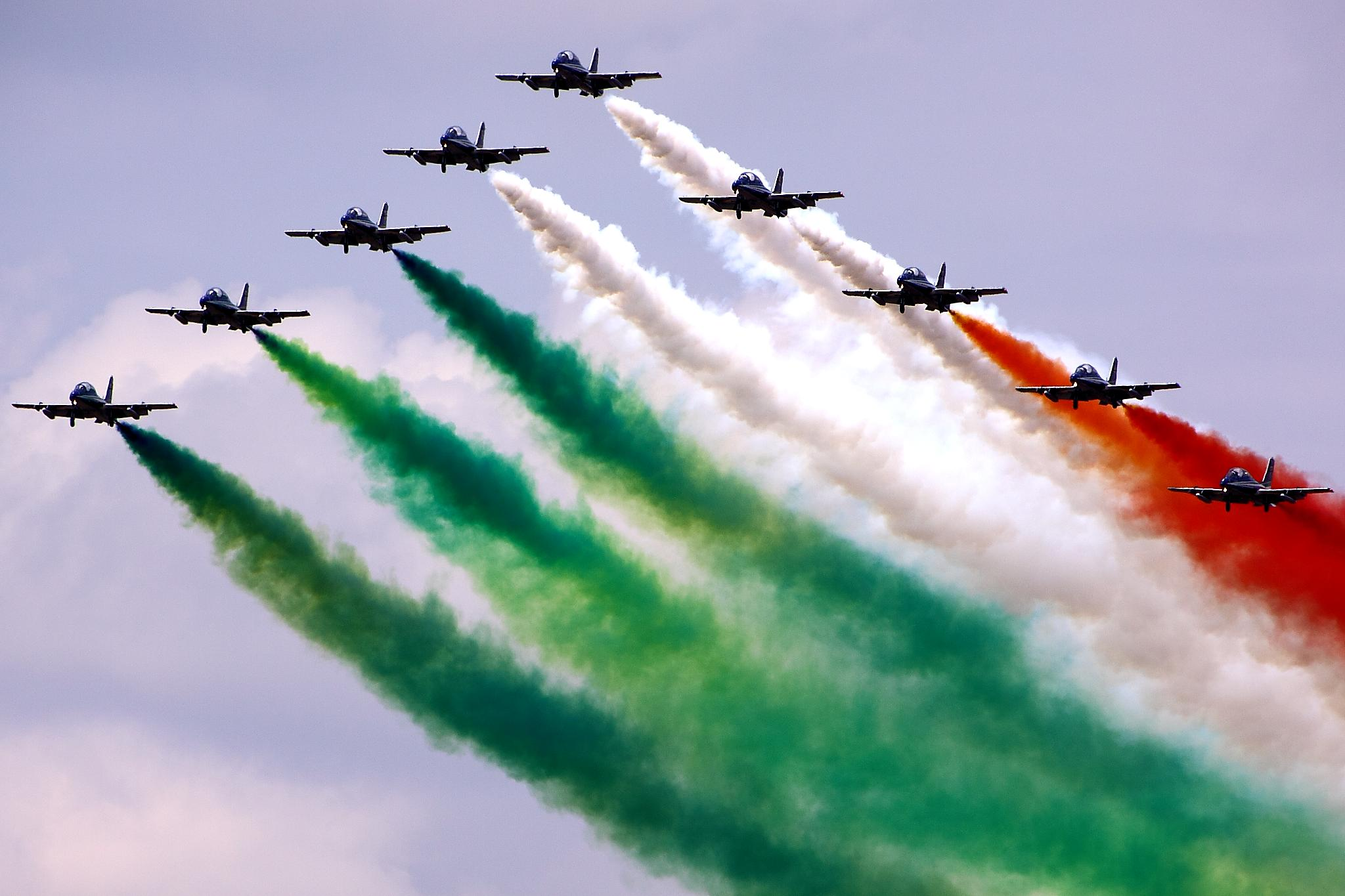
Armée de l'air italienne représentant le drapeau italien dans le ciel à l'occasion de la Festa delle Republica en 2011.

Les fêtes et jours fériés en Italie (giorni festivi) sont principalement liés aux fêtes religieuses (catholiques). La loi no 121 ratifiée le 25 mars 1985, en application de l'accord de la Villa Madame (art. 6) signé à Rome le 18 février 1984 entre la République italienne et le Saint-Siège, fixe comme jours chômés en Italie : tous les dimanches, le 1er janvier Maria Santissima Madre di Dio, le 6 janvier, Epifania del Signore (épiphanie du Seigneur), le 15 août, Assunzione della Beata Vergine Maria (Assomption de la Vierge Marie), le 1er novembre, tutti i Santi (Toussaint), le 8 décembre, Immacolata Concezione della Beata Vergine Maria (Immaculée conception), le 25 décembre, Natale del Signore (Nativité du Seigneur) et le 29 juin, SS. Pietro e Paolo (Solennité des saints Pierre et Paul), pour la commune de Rome.
À noter qu'un pays à grande majorité catholique comme l'Italie ne compte pas, parmi les fêtes officielles, l'Ascension et la Pentecôte.
En outre, certaines villes ou villages célèbrent un jour férié à l'occasion de la fête du saint patron local. Par exemple, à Rome le 29 juin (Solennité des saints Pierre et Paul), à Milan le 7 décembre (Saint Ambroise). Dans le Tyrol du Sud, ce jour tombe plutôt le lundi de Pentecôte (qui est également un jour férié dans le Tyrol du Nord et le reste de l'Europe germanophone).
Les jours fériés et les jours de saints locaux ne sont pas transférés quand ils tombent sur un week-end.

## Récapitulatif
| Date         | Nom français                  | Nom local                       | Remarques                     |
| ------------ | ----------------------------- | ------------------------------- | ----------------------------- |
| 1er janvier  | Jour de l'an                  | Capodanno                       | jour férié officiel en Italie |
| 6 janvier    | Épiphanie (Fête de la Befana) | Epifania                        | jour férié officiel en Italie |
| Date mobile  | Pâques                        | Pasqua                          | jour férié officiel en Italie |
| Date mobile  | Lundi de Pâques               | Lunedì dell'Angelo (Pasquetta)  | jour férié officiel en Italie |
| 25 avril     | Fête de la Libération         | Festa Della Liberazione         | jour férié officiel en Italie |
| 1er mai      | Fête du Travail               | Festa del Lavoro                | jour férié officiel en Italie |
| 2 juin       | Fête de la République         | Festa della Repubblica Italiana | jour férié officiel en Italie |
| 15 août      | Assomption                    | Assunzione/Ferragosto           | jour férié officiel en Italie |
| 1er novembre | Toussaint                     | Tutti i santi                   | jour férié officiel en Italie |
| 8 décembre   | Immaculée Conception          | Immacolata Concezione           | jour férié officiel en Italie |
| 25 décembre  | Noël                          | Natale                          | jour férié officiel en Italie |
| 26 décembre  | Fête de la Saint-Étienne      | Santo Stefano                   | jour férié officiel en Italie |

## Fêtes et traditions en Italie

### Fête de la Befana

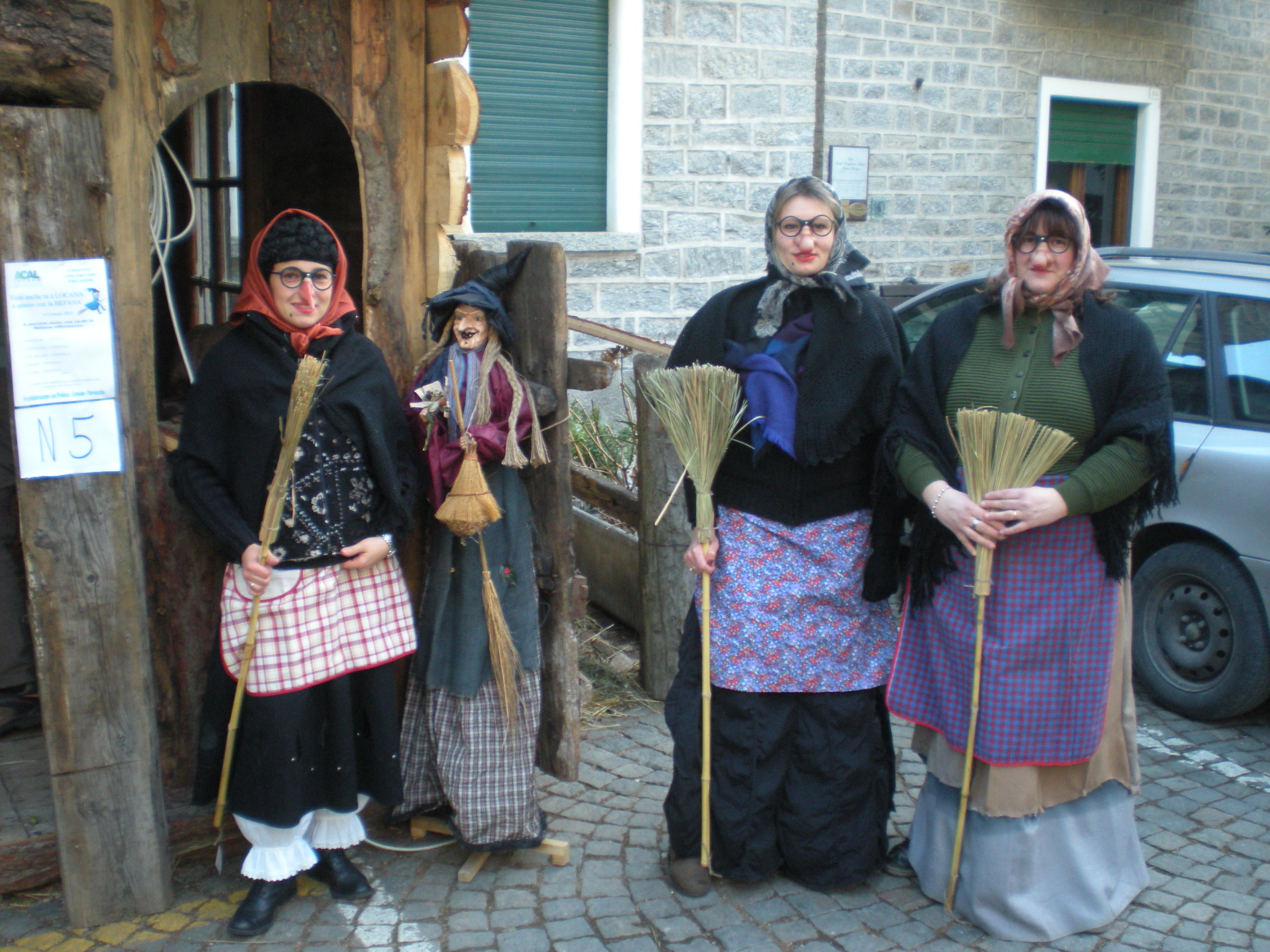
Femmes déguisées en Befana.

La Befana est une figure typique du folklore italien associée à l'Épiphanie. La légende dit que la Befana passe dans chaque maison où vivent des enfants la nuit précédant l'Épiphanie (le 6 janvier). Ces derniers accrochent une chaussette non loin de la cheminée ou de la fenêtre. Pour ceux ayant été sages et gentils tout au long de l'année, la Befana dépose dans leur chaussette des caramels ou des chocolats, en revanche, pour ceux qui n'ont pas été gentils elle remplit les chaussettes de charbon. La Befana est souvent décrite comme une vieille femme volant sur son balai, mais à la différence d'une sorcière, elle est souvent souriante et porte une bourse et un sac plein de bonbons, de cadeaux, mais aussi de charbon.

### Carnaval

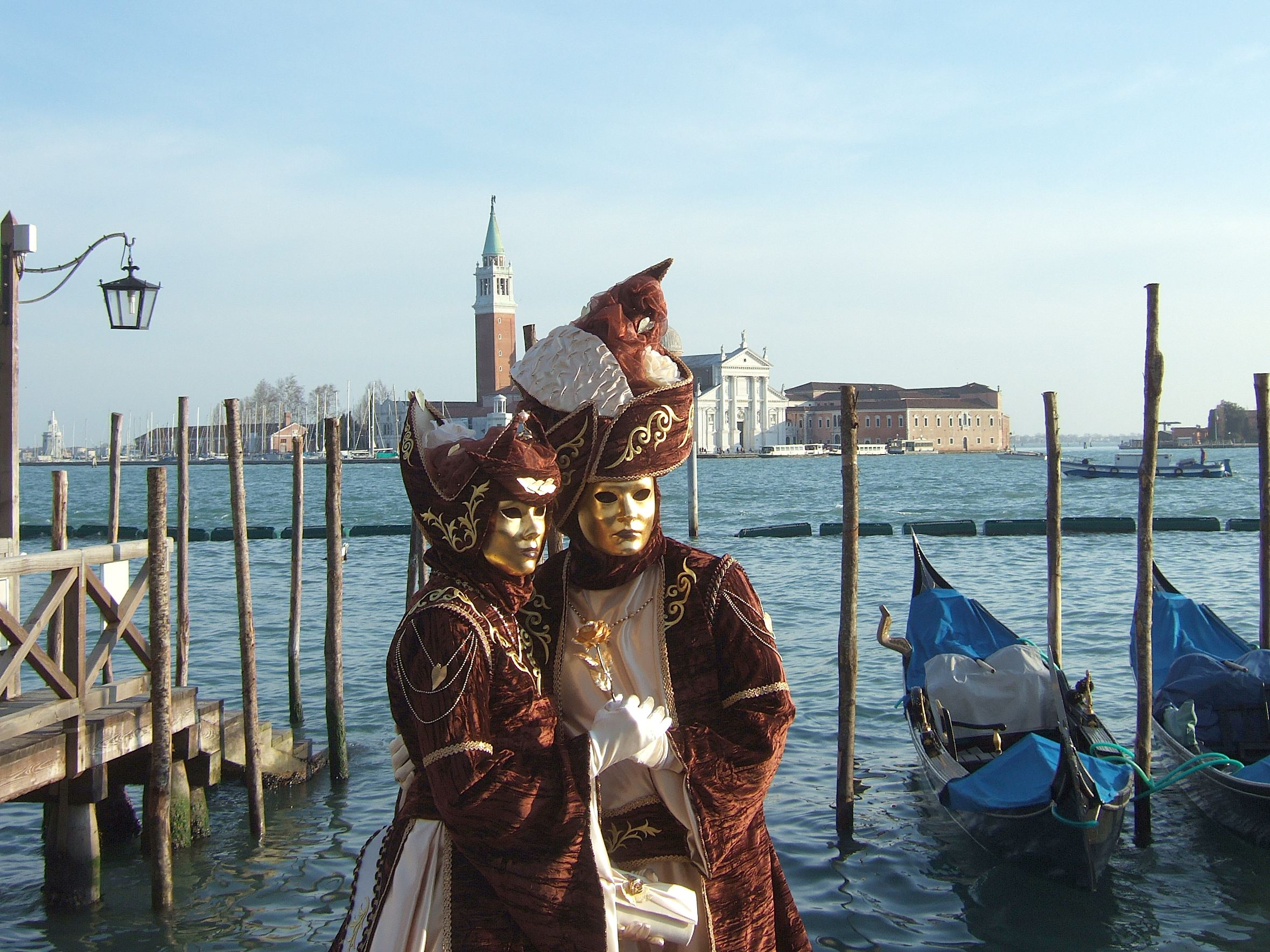
Carnaval de Venise (2010)

Carnaval est célébré dans toute l'Italie mais certaines villes sont particulièrement reconnues pour cette fête comme Venise, Viareggio, Ivrée, Cento, Gambettola, Satriano et Acireale. Le carnaval de Venise est une fête remontant au Moyen Âge. Les premières mentions de cette fête ont été enregistrées en 1268. Le Carnaval commence 10 jours avant le mercredi des Cendres et se poursuit jusqu'au Mardi gras.

### Fête de la Libération
L’Anniversaire de la Libération de l’Italie (Anniversario della liberazione d'Italia), également connu sous les noms de Fête de la Libération (Festa della Liberazione), Anniversaire de la Résistance (anniversario della Resistenza), est un jour férié, célébré chaque 25 avril en Italie. Il commémore la fin de la Seconde Guerre mondiale, et de la fin de l’occupation nazie du pays. La date du 25 avril a été choisie par convention, parce qu’elle correspond au jour de la libération des villes italiennes de Milan et Turin.

### Fête de la République italienne

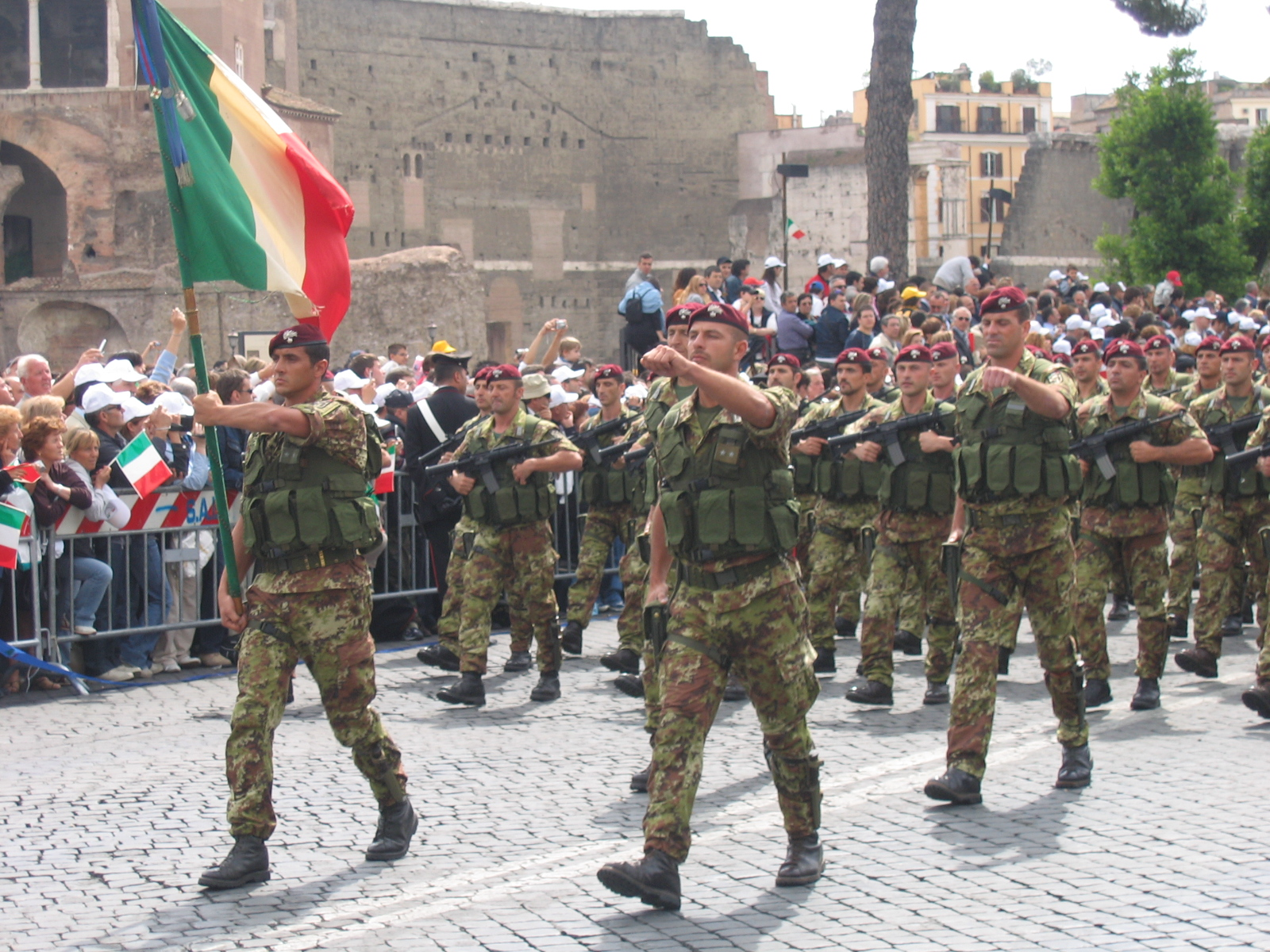
Défilé militaire à Rome à l'occasion de la Fête de la République italienne.

La Fête de la République Italienne (Festa della Repubblica Italiana) est la fête nationale célébrée le 2 juin de chaque année, depuis 1948, pour commémorer la naissance de la République italienne (1946). Avant la fondation de la République, la fête nationale était la fête du Statut albertin qui se tenait le premier dimanche de juin.

### Jour de l'Unité italienne
Le jour de l’Unité nationale (Giorno dell'Unità Nazionale) associé à la Journée des Forces armées nationales (Giornata delle Forze Armate) est une commémoration du Risorgimento renaissance et unification de l’Italie par les rois de la maison de Savoie. Elle commémore également la mémoire de la fin de la Première Guerre mondiale le 4 novembre 1918. Cette fête est célébrée tous les 4 novembre.

### La Sagra
Entre fête religieuse et fête païenne, la Sagra est une fête populaire ou traditionnelle. Le terme issu du latin sacrum (sacré) a une connotation religieuse au sens de communion entre les hommes, mais aussi païenne pour célébrer la nature.

### Le Palio

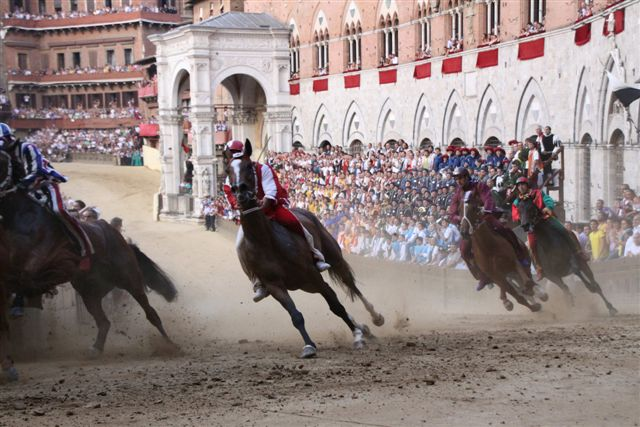
Palio de Sienne (2010)

Le Palio est un concours entre quartiers d'une cité ou entre entités territoriales voisines, en général disputé avec des chevaux, des ânes ou des barques. L’origine de ce type de manifestation remonte à l’époque des communes libres italiennes. Aujourd'hui la course du Palio est devenue une tradition très ancrée dans beaucoup de villes d'Italie, surtout les anciennes villes médiévales. Le Palio le plus célèbre au monde est le Palio de Sienne, manifestation estivale traditionnelle qui se dispute deux fois dans l’année (le 2 juillet, en l’honneur de la Madonna di Provenzano, et le 16 août, en l’honneur de l'Assomption).